# SN 2004Y
SN 2004Y – supernowa typu Ia odkryta 12 lutego 2004 roku w galaktyce A114328+2140. W momencie odkrycia miała maksymalną jasność 18,50m.